# 亞斯納波利亞納 (新敖德薩區)
47°32′3″N 31°55′15″E / 47.53417°N 31.92083°E
亞斯納波利亞納（烏克蘭語：Ясна Поляна），是烏克蘭南部的村莊，隸屬尼古拉耶夫州的尼古拉耶夫區。該村始建於1924年，面積0.91平方公里，海拔高度99米，2001年人口194，人口密度每平方公里213人。